# Polydesmus incostans
Polydesmus incostans är en mångfotingart som beskrevs av Robert Latzel 1884. Polydesmus incostans ingår i släktet Polydesmus och familjen plattdubbelfotingar. Inga underarter finns listade i Catalogue of Life.